# Druance
Ne doit pas être confondu avec Durance.
La Druance est une rivière française de Normandie, dans le département du Calvados, affluent gauche du Noireau, sous-affluent du fleuve l'Orne.

## Géographie

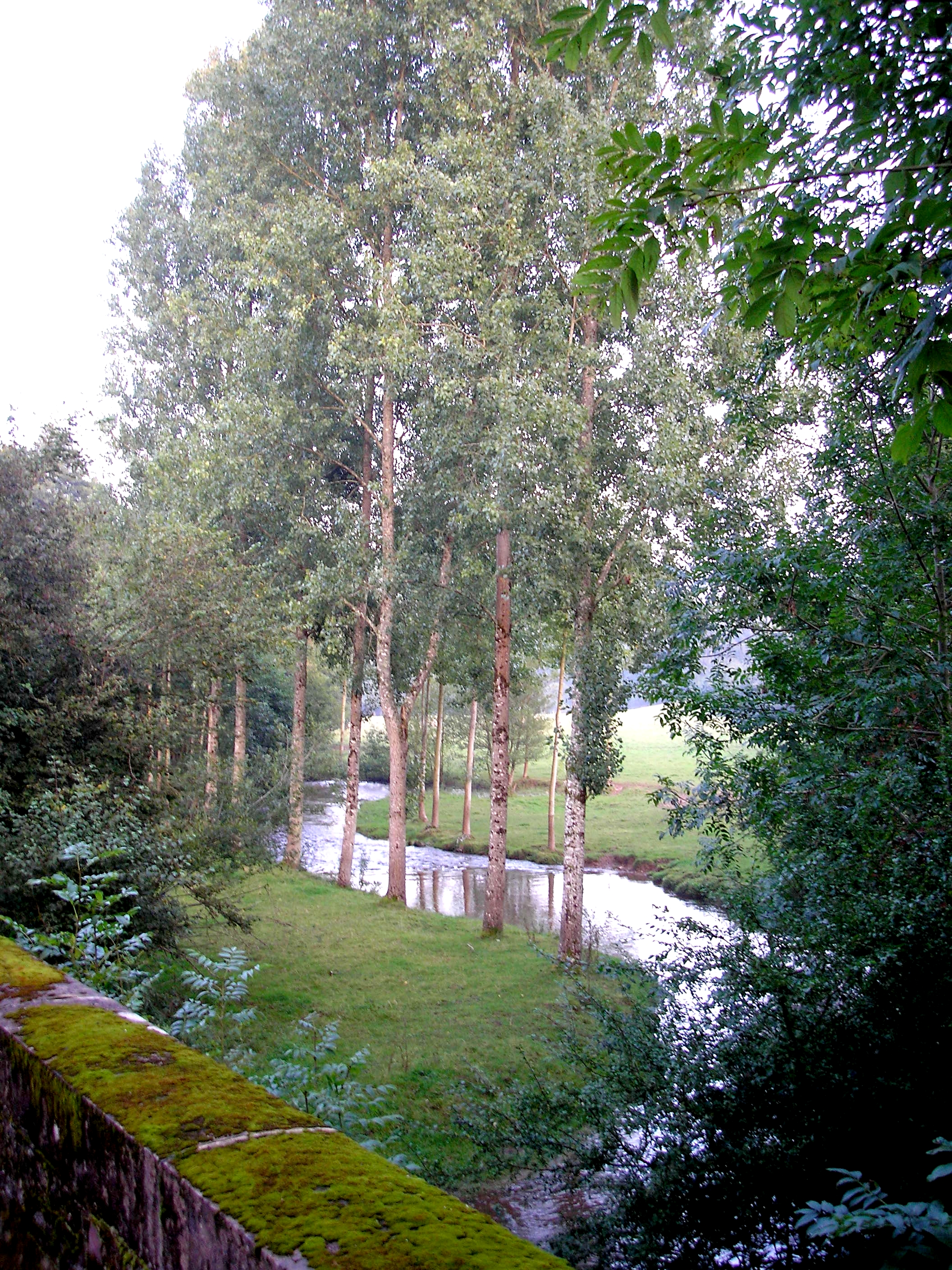
La Druance entre Périgny et Saint-Vigor-des-Mézerets.

Rivière serpentant dans les hauteurs nord-est du Massif armoricain, la Druance emprunte une vallée boisée, sinueuse et encaissée aux confins du Bocage virois et de la Suisse normande. Elle prend sa source en limite des communes d'Ondefontaine et Danvou-la-Ferrière, à quelques dizaines de mètres de l'Odon, autre rivière du bassin de l'Orne. Elle joint ses eaux à celles du Noireau à Condé-sur-Noireau après un parcours d'orientation générale nord-ouest - sud-est de 31,1 km.

### Communes et cantons traversés

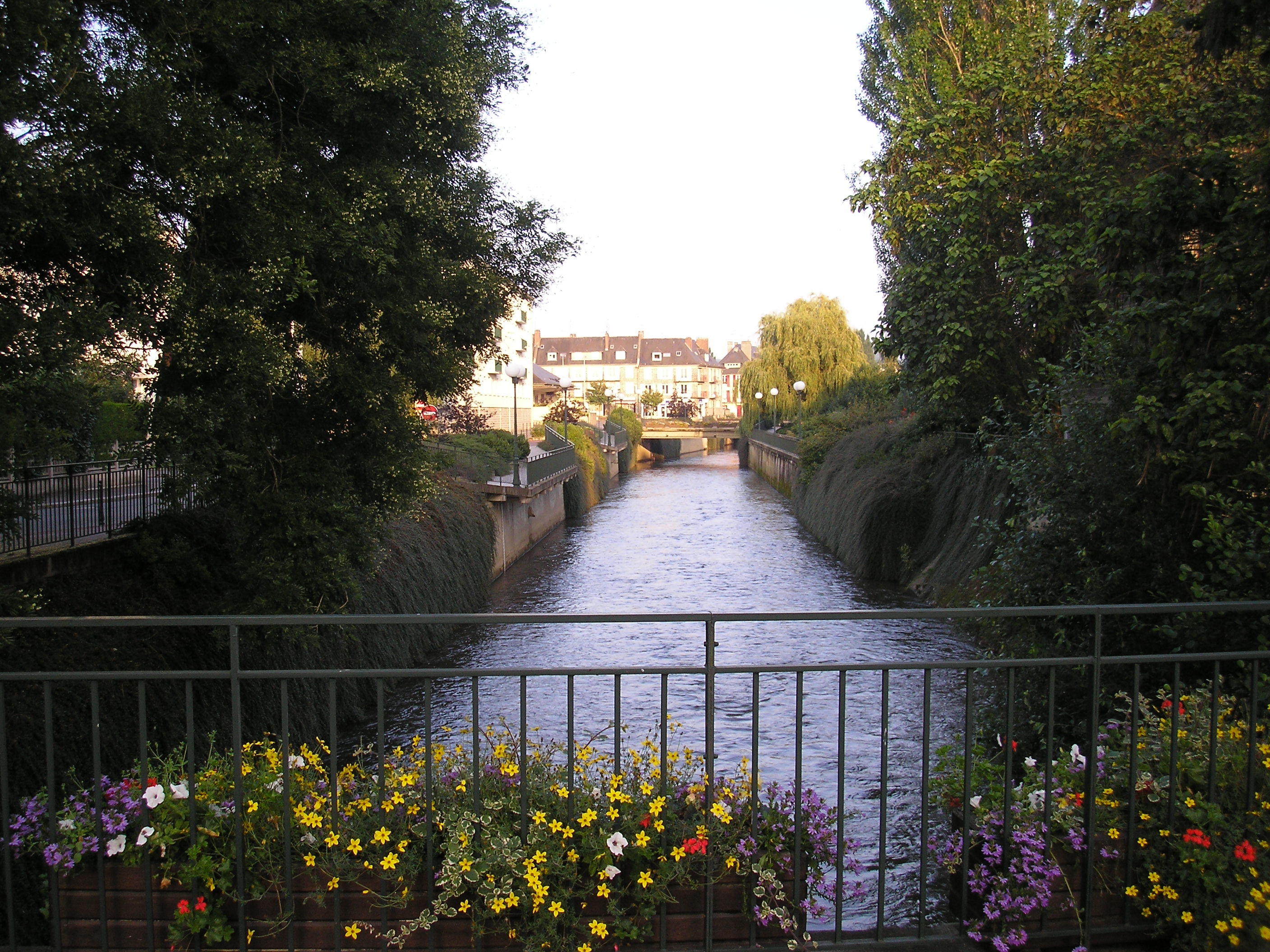
La Druance à l'entrée de Condé-sur-Noireau.

À l'exception de Condé-sur-Noireau, lieu de son confluent avec le Noireau, la Druance est une rivière essentiellement rurale. Elle traverse ou borde successivement les territoires des communes d'Ondefontaine, Danvou-la-Ferrière, Saint-Jean-le-Blanc, Lassy, Saint-Vigor-des-Mézerets, Lénault, Périgny, Saint-Pierre-la-Vieille, La Chapelle-Engerbold, Pontécoulant, Saint-Germain-du-Crioult, Proussy et Condé-sur-Noireau.

### Bassin versant
Le bassin de la Druance occupe un territoire de 170 km2 inséré entre les bassins de petits affluents directs de l'Orne à l'est, de l'Odon, autre affluent du fleuve, au nord, de la Vire par la Souleuvre et l'Allière à l'ouest, et des affluents directs du Noireau, dont la Diane (ou Guyanne), au sud.

### Organisme gestionnaire
L'organisme gestionnaire est le SYMOA ou Syndicat Mixte de l'Orne et ses Affluents, sis à Argentan.

## Affluents
Son affluent le plus important est le Tortillon (rd), 13,2 km qui collecte les eaux du sud du bassin et conflue en limite de La Chapelle-Engerbold et Saint-Germain-du-Crioult.
Les autres affluents notoires sont le ruisseau des Vaux (rg), 6,4 km) qui conflue entre Saint-Jean-le-Blanc et Lénault, près de la chapelle de Marsangle, le ruisseau de Cresme (rg), 10,5 km à Saint-Pierre-la-Vieille, et l'Odon (rd) ruisseau de 7,3 km, homonyme de l'affluent de l'Orne à Condé-sur-Noireau.

### Rang de Strahler
Donc le rang de Strahler de la Druane est de cinq par le Tortillon.

## Hydrologie

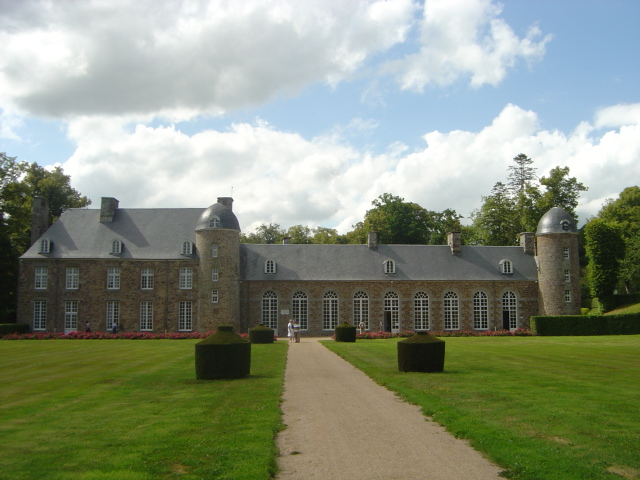
Le château de Pontécoulant.

Le régime hydrologique est de type pluvial océanique.

## Aménagements et écologie

### La vallée de la Druance
- Château de Pontécoulant du XVIe siècle, musée départemental du mobilier, et son parc.

### Environnement
Une superficie de 5 879 hectares du bassin de la Druance a été retenue site Natura 2000 le 8 octobre 2010, notamment pour ces espèces, :
- Écrevisse à pattes blanches (site important) ;
- Chabot ;
- Lamproie de Planer.

Une réimplantation du saumon atlantique est escomptée.